# 索爾科姆
索爾科姆（英語：Salcombe）是英格蘭德文郡的一個海濱城鎮，是一個人氣的度假城鎮。這裡的主要產業是旅遊業。據2011年英國人口普查，索爾科姆有人口3,353人。

## 友好城市
- 法國 卡堡